# Estación de Tapachula
Tapachula será una estación de trenes que se encuentra en Tapachula, Chiapas.

## Historia
La estación fue inaugurada a principios del siglo XX. En octubre de 2005, el huracán Stan colapsó el sistema ferroviario en varios tramos, haciendo imposible el paso del tren. Ante la magnitud del desastre no resultaba factible reconstruir los tramos, así que el lugar se convirtió en depósito de basura y dormitorio para personas indigentes.

## Rescate
En 2021, gracias a la gestión de la Secretaría de Desarrollo Agrario, Territorial y Urbano (SEDATU), se rescató el pequeño espacio para actividades culturales, deportivas y de memoria local, logrando a través del gobierno municipal la intervención del Programa de Mejoramiento Urbano.